# ザ・パスト・マスターズ Vol.1
『ザ・パスト・マスターズ Vol.1』は、ゴールデンボンバーのベスト・アルバム。2013年4月24日にZany Zapから発売された。

## 概要
本作には、これまでに発売されてきたゴールデンボンバーのオリジナル・アルバムやベスト・アルバムから選曲されなかった曲（ミックス違い含む）と、当時ニューシングルとしてリリースされていた「Dance My Generation」と、そのカップリング曲2曲、配信のみでリリースされた「泣かないで」「ICE BOX」の2曲、さらに新曲1曲の計16曲を収録。
通常盤とDVDが付いた初回限定盤AとB、そして通常盤と同じくCD1枚ではあるが、定価を1,600円（税抜）とした初回限定盤Cの4パターンで発売された。なお、初回盤Cのジャケットには、当時ゴールデンボンバーがCM出演していたソフトバンクのマスコットキャラクターでもあるカイ君（同CMでの白戸家の父役）が登場している。。
このアルバムで彼らとしては初のオリコン週間アルバムチャートで1位を獲得した。また、シングル『Dance My Generation』でも1位を獲得したため、シングル・アルバムを通してでの週間チャート1位獲得は、インディーズ・アーティスト史上初の快挙となった。

## 収録曲
CD収録曲は全パターン共通である。

### CD
全曲 作詞・作曲：鬼龍院翔
1. 咲いて咲いて切り裂いて [4:10]
（編曲：鬼龍院翔、Empty Black Box）
  - 2ndシングル『咲いて咲いて切り裂いて/まさし』の1曲目
2. いつもと同じ夜 [4:18]
（編曲：鬼龍院翔、tatsuo）
  - 5thシングル『ホテルラブ/いつもと同じ夜』の2曲目
3. 君がいない間に [4:58]
（編曲：鬼龍院翔、tatsuo）
6thシングル『女々しくて』のカップリング
4. ギーガー! [2:53]
（編曲：鬼龍院翔、tatsuo）
7thシングル『もうバンドマンに恋なんてしない』のカップリング
5. †ザ・V系っぽい曲†(生) [5:40]
（編曲：鬼龍院翔、tatsuo）
  - 8thシングル『また君に番号を聞けなかった』のカップリング

原曲の「†ザ・V系っぽい曲†」は、ベストアルバム『ゴールデン・アワー〜上半期ベスト2010〜』、『ゴールデン・アルバム』（初回盤A）のDISC2にそれぞれ収録されていたが、アレンジ違いのものは本作がアルバム初収録となった。
6. Neeeeeee! [5:01]
（編曲：鬼龍院翔、tatsuo）
  - 8thシングル『また君に番号を聞けなかった』のカップリング
7. らふぃおら [3:36]
（編曲：鬼龍院翔、tatsuo）
  - 9thシングルシングル『僕クエスト』のカップリング
8. 眠たくて [3:55]
（編曲：鬼龍院翔、tatsuo）
  - 10thシングル『女々しくて/眠たくて』の2曲目

「女々しくて」の歌詞違いバージョンで、メガシャキCMソングとして話題となった。
9. いいひと [2:27]
（編曲：鬼龍院翔、tatsuo）
  - 11thシングル『酔わせてモヒート』のカップリング
10. さよなら冬美 [3:46]
（編曲：鬼龍院翔、tatsuo）
  - 11thシングル『酔わせてモヒート』のカップリング

シングル収録テイクは、アルバム初収録となった。
11. ICE BOX [3:53]
（編曲：鬼龍院翔、tatsuo）
  - 配信限定シングル

これは鬼龍院が、エイプリルフールにブログにて、「ゴールデンボンバーの新曲「ICE BOX」が森永アイスボックスのCMソングに決定しました!!!」という嘘から作られたものである[7]。また、そこに辿り着くまでには、その記事を見たファンが、森永製菓に直接、「実現させて!」とメールを送ったのがキッカケであることも判明した[8]。2017年、実現となりCMソングとして起用された[9]。
12. 泣かないで [4:36]
（編曲：鬼龍院翔、tatsuo）
  - 配信限定シングル

映画『死ガ二人ヲワカツマデ…第1章「色ノナイ青」』主題歌。
13. Dance My Generation [4:12]
（編曲：浅倉大介、鬼龍院翔）
  - 13thシングル

表記はないが、Bメロとサビを歌い直したアルバム・バージョン。
14. 煙草 [3:54]
（編曲：鬼龍院翔、tatsuo）
  - 13thシングル『Dance My Generation』（初回限定盤B、通常盤）のカップリング。
15. ウジ虫 [4:16]
（編曲：鬼龍院翔、tatsuo）
  - 13thシングル『Dance My Generation』（初回限定盤B、通常盤）のカップリング。
16. 切ないほど [3:59]
（編曲：鬼龍院翔、tatsuo）
  - 新曲。

### DVD
初回限定盤A
- 「ゴールデン動画劇場 -副音声付き-」

1. 「実輪さん100kmマラソン」＠ 池袋CYBER 2008/7/20
2. 「大都会東京に現れた河童を追え！」＠ 高田馬場CLUB PHASE 2009/1/4
3. 「脱ビジュアル毛！脱毛レーザーカラオケグランプリ」
4. 「超簡単！爆走車内クッキング」

初回限定盤B
- 「収録曲のライブ映像とMCで綴るCDデビュー５年間のまとめ -副音声付き-」

1. 初ワンマンオープニング＋メンバー紹介 ＠ 池袋CYBER 2008/7/20
2. 新メンバーオーディション結果発表+「ギーガー！」～MC ＠ 高田馬場CLUB PHASE 2009/5/3
3. オープニングトーク（１年間のまとめ） ＠ 高田馬場CLUB PHASE 2009/7/5
4. 「咲いて咲いて切り裂いて」～MC ＠ 高田馬場CLUB PHASE 2009/9/6
5. 「君がいない間に」 ＠ 高田馬場CLUB PHASE 2009/11/1
6. 「いつもと同じ夜」 ＠ LIQUIDROOM 2010/9/24
7. 重大発表〜「ザ・V系っぽい曲（生・本当に生）」 ＠ SHIBUYA-AX 2010/12/27
8. MC〜「らふぃおら」 ＠ TOKYO DOME CITY HALL 2011/5/17
9. 「いいひと」 ＠ Zepp Tokyo 2011/10/7
10. MC〜「さよなら冬美」～MC+WアンコールMC ＠ 日本武道館 2012/1/15
11. 「煙草」 ＠ 大阪城ホール 2012/6/10
12. MC〜「泣かないで」 ＠ 横浜アリーナ 2012/6/18
13. 「ICE BOX」 ＠ 氣志團万博 2012/9/17
14. 「Dance My Generation」By 翔也 ＠ Zepp Diver City 2012/10/13